# Аштиан
Аштиа́н (перс. آشتیان‎) — небольшой город на западе Ирана, в провинции Меркези.

## География
Город находится в центральной части Центрального остана, в горной местности, на высоте 2 026 метров над уровнем моря.
Аштиан расположен на расстоянии приблизительно 55 километров к северо-востоку от Эрака, административного центра провинции и на расстоянии 170 километров к юго-западу от Тегерана, столицы страны.

## Население
По данным переписи, на 2006 год население составляло 8 324 человек; в национальном составе преобладают персы (носители одного из центральноиранских диалектов Аштиани), в конфессиональном — мусульмане-шииты.